# غوران ليندبرغ
غورَان ليندبرغ (بالسويدية: Göran Lindberg)‏ هو ضابط شرطة سويدي، ولد في 25 أبريل 1946 في أوبسالا في السويد.